# Ottavio Vitale
Ottavio Vitale RCJ (ur. 5 lutego 1959 w Grottaglie) – włoski duchowny katolicki, biskup Lezhy w Albanii od 2006.
W 1984 wstąpił do nowicjatu rogacjonistów i w tymże zgromadzeniu złożył śluby wieczyste 8 września 1988. Święcenia kapłańskie otrzymał 27 czerwca 1992. Od 1993 pracował w Albanii. W latach 1993–1997 był rektorem, a następnie do 1998 ojcem duchownym w seminarium w Shënkoll.
5 lutego 2000 Jan Paweł II wyznaczył go administratorem apostolskim Lezhy.
23 listopada 2005 papież Benedykt XVI mianował go pierwszym od 1948 roku ordynariuszem diecezji Lezha. Sakry biskupiej udzielił mu 6 stycznia 2006 arcybiskup Angelo Massafra.